# 潘府
潘府（1452年—1526年），字孔脩，號南山，浙江紹興府上虞縣人，明朝政治人物。

## 生平
成化二十二年（1486年）丙午科浙江鄉試第十名舉人。成化二十三年（1487年）聯捷丁未科會試第四名，三甲第七十五名進士。出知长乐，有惠政。迁南兵部主事，超拜广东提学副使，以母老乞归。嘉靖初升太仆寺少卿致仕，二年（1523年）五月改太常寺少卿致仕。卜居南山逾二十年，辟南山书院，聚徒讲学。

## 家族
曾祖潘宗玘；祖父潘諲；父潘旻，母楊氏。具庆下。兄傑、佩、傅、弟潘應。

## 延伸阅读
[在维基数据编辑]
 《國朝獻徵錄·卷之七十》，出自焦竑《國朝獻徵錄》
 《明史卷二百八十二》，出自《明史》
 在维基共享资源阅览影像